# Shamshi
Shamshi es una ciudad censal  situada en el distrito de Kullu,  en el estado de Himachal Pradesh (India). Su población es de 8870 habitantes (2011). 

## Demografía
Según el censo de 2011 la población de Shamshi era de 8870 habitantes, de los cuales 4746 eran hombres y 4124 eran mujeres. Shamshi tiene una tasa media de alfabetización del 86,05%, superior a la media estatal del 82,80%: la alfabetización masculina es del 91,41%, y la alfabetización femenina del 79,77%.